# Dorfkirche Hinzdorf

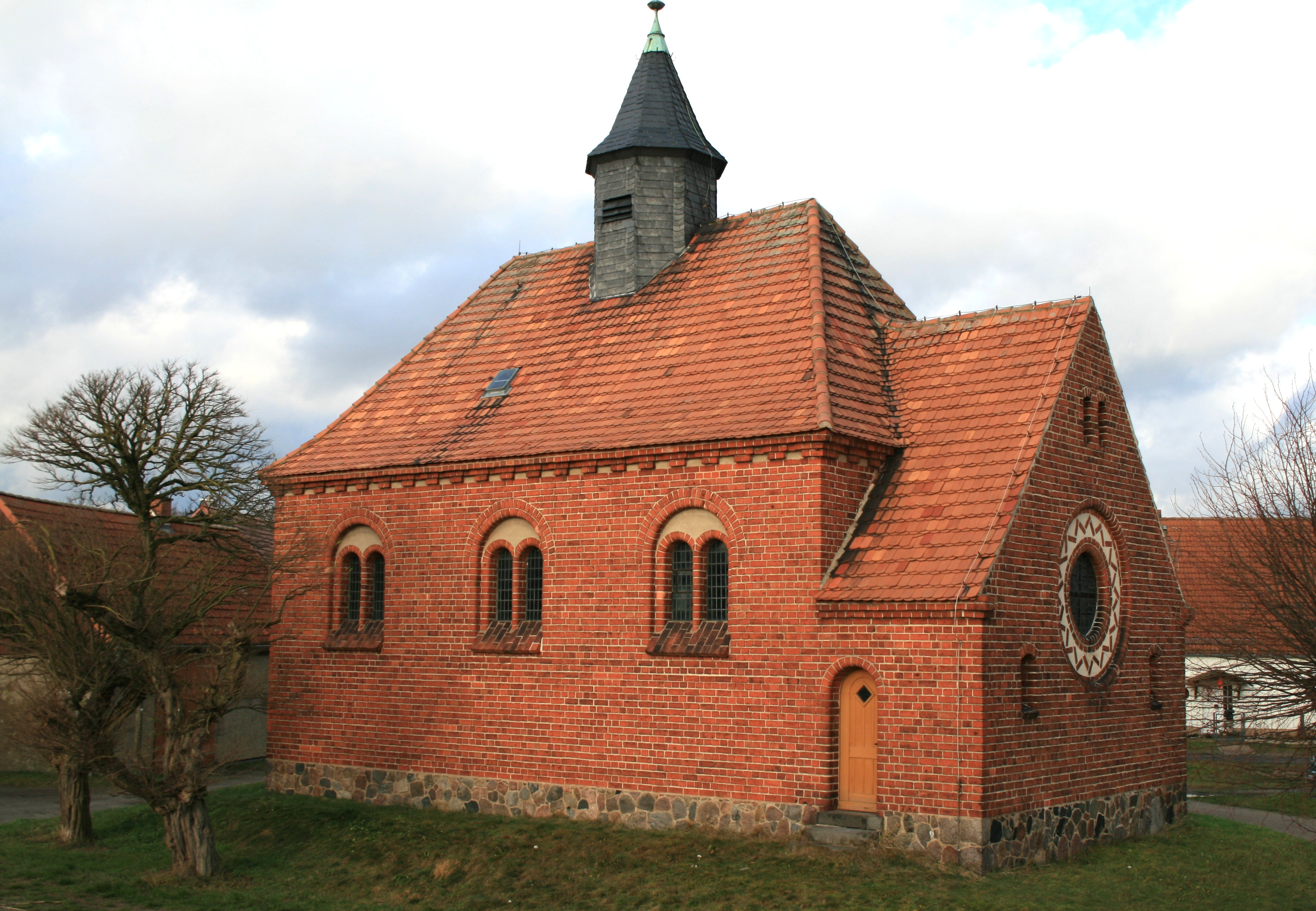
Dorfkirche in Hinzdorf

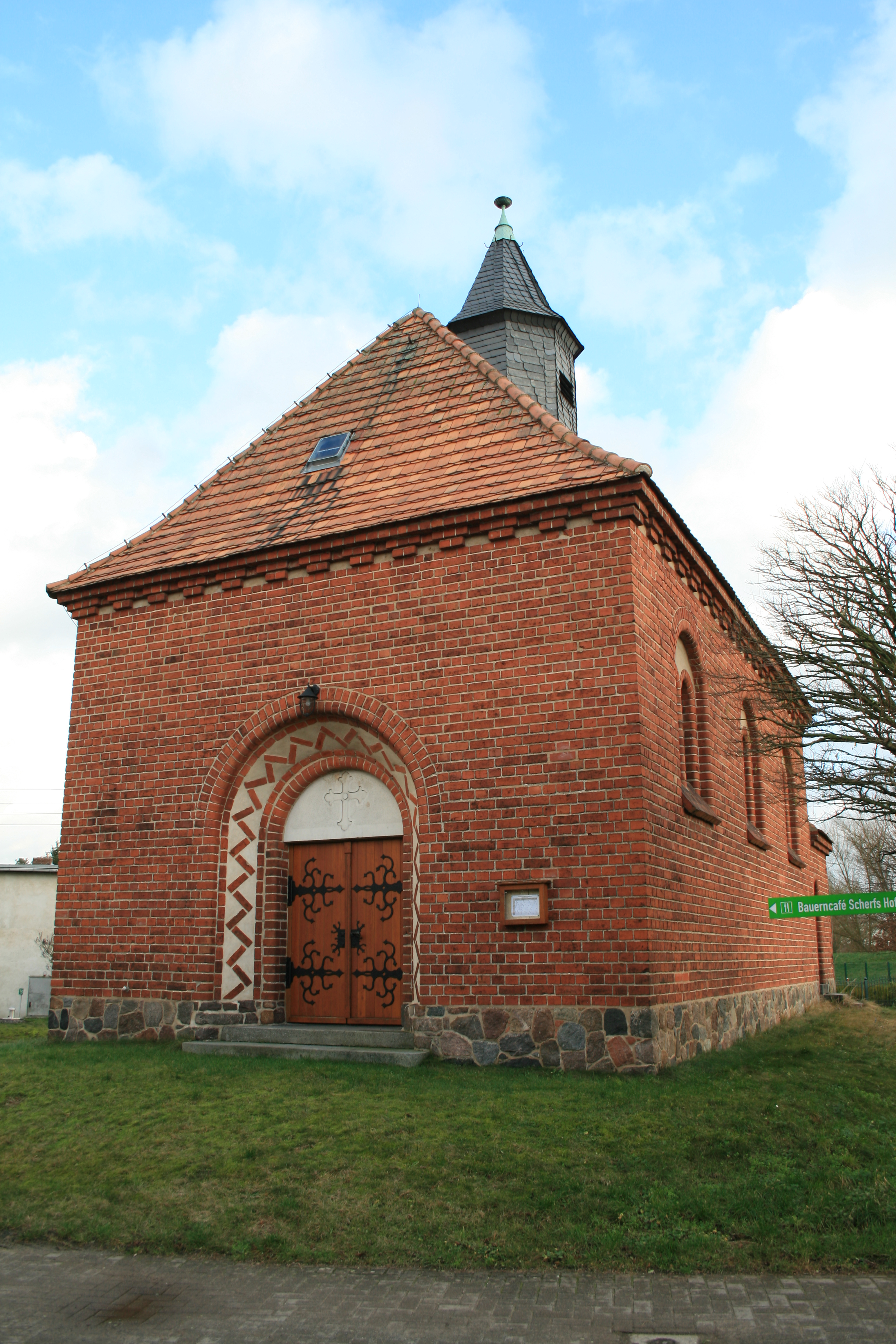
Westseite mit Portal

Die evangelische Dorfkirche in Hinzdorf, einem Ortsteil der Stadt Wittenberge im Landkreis Prignitz in Brandenburg, wurde 1908 errichtet. Die Kirche an der Dorfstraße ist ein geschütztes Baudenkmal. 
Der neuromanische Saalbau aus Backsteinmauerwerk besitzt einen Chorschluss in Gebäudebreite, Rundfenster und einen oktogonalen verschieferten Dachreiter. Der Innenraum ist flach gedeckt und der Triumphbogen besitzt eine einfache Backsteineinfassung.
Nach erheblichen Beschädigungen durch Kriegseinwirkung im Jahr 1945 wurden von 1954 bis 1958 Instandsetzungen vorgenommen.

## Ausstattung
Die gemauerte Kanzel und der oktogonale Taufstein stammen aus der Erbauungszeit. In der Apsis  sind ornamentale Bodenfliesen erhalten.